# Оскерко, Михаил
Оскерко Михаил Андреевич (1836 год, Минск — 28 апреля (10 мая) 1864 года, Могилёв) — врач, участник левого крыла «красных» во время восстания 1863—1864 гг. Повстанческий комиссар в Могилевской и Минской губерниях.

## Биография
Из дворянского рода Оскерко герба Мурделио. Родители — Андрей Оскерко и Мария Горват.
Учился в Слуцкой гимназии.
В 1860 окончил медицинский факультет Московского университета и уехал за рубеж.
В 1862 работал домашним врачом в Сенненском и Ошмянском уездах.
В 1863 в связи с началом восстания поехал в Вильно, где политическое крыло «красных» вручило ему мандат комиссара Могилевской губернии.
Выехал в Санкт-Петербург для поиска патриотически настроенных офицеров.
05.05.1863 в Могилевской губернии началось восстание, которое потерпело поражение. Михаил Оскерко перебазировал свою деятельность в Минск и леса под Игуменом.
В августе принял от Болеслава Чеславовича Свенторжецкого полномочия повстанческого комиссара Минской губернии. Организовал выезд за границу некоторых повстанцев.
В октябре 1863 г. вместе с И. Ямонтом реорганизовал повстанческую организацию на Минщине.
21.10.1863 по фальшивому паспорту приехал в Санкт-Петербург. На станции Остров Псковской губернии был арестован.
Во время следствия в Санкт-Петербурге и Могилеве отказывался давать показания. Однако его соратники раскрыли роль Михаила Оскерки в восстании.
22.04.1864 Виленский генерал-губернатор Михаил Николаевич Муравьев подписал смертный приговор. Родные и близкие стремились добиться смягчения приговора.
Муравьев лицемерно сделал вид, что согласился. Уведомление про отмену смертного приговора было направлено в Могилев вечером после расстрела Оскерки 28.04.1864 г.
Данный эпизод был описан белорусским писателем Владимиром Семеновичем Короткевичем в романе «Нельзя забыть» («Леониды не вернутся к Земле»).